# Хюнербах
Хюнербах (нем. Hühnerbach) — правый приток реки Геннах в Баварии, длиной 33,5 км. Площадь бассейна 72,5 км². Речной индекс 12662. Высота истока 910 м. Высота устья 642 м.
В прошлом назывался «Большой Геннах», так как имеет большую длину до устья, чем рукав Геннаха.